# Sinfonia Finlandia Jyväskylä
Pour les articles homonymes, voir Sinfonia (homonymie).
Le Sinfonia Finlandia Jyväskylä (en finnois : « Jyväskylä Sinfonia ») est un orchestre symphonique de Finlande. Son directeur musical est Ville Matvejeff. 

## Présentation
L'orchestre réside au théâtre municipal de Jyväskylä.
L'orchestre joue en Finlande, mais aussi en Norvège, Pologne, France, Espagne et au Japon. Le Sinfonia Finlandia a été le premier à enregistrer Aleksis Kivi de Einojuhani Rautavaara. 
Leur premier enregistrement de disques pour Naxos était composé des cinq premières symphonies de Joseph Haydn. Ils ont aussi enregistré des œuvres de Charles Gounod et Jacques Desbrière.

## Chefs d'orchestre
- 1955–1958 Ahti Karjalainen
- 1958–1963 Jukka Hapuoja
- 1963–1969 Ahti Karjalainen
- 1970–1977 Onni Kelo
- 1977–1980 Jorma Svanström
- 1980–1986 Kyösti Haatanen
- 1987–1991 William Boughton
- 1993–1997 Ari Rasilainen
- 1999–2002 Markus Lehtinen
- 2003–2012 Patrick Gallois
- 2014– Ville Matvejeff